# Sumiainen
Sumiainen (föråldrat svenskt namn: Sumiais) är en före detta kommun i landskapet Mellersta Finland i Västra Finlands län. Sumiainen hade cirka 1 300 invånare (2006-12-31) och hade en yta på cirka 308 km², varav landarealen var cirka 230 km². Sumiainen var enspråkigt finskt.
Kommunen Sumiainen samt städerna Suolahti och Äänekoski sammanslogs den 1 januari 2007 till den nya staden Äänekoski.

## Historia
Sumiainen grundades 1896 genom en delning av Laukas kommun.

### Församlingen
Sumiainens bönehusförsamling grundades 1800, underställd Laukas församling. 1842 omvandlades församlingen till en kapellförsamling, fortfarande underställd sin moderförsamling. Församlingen blev självständig 1896, men delningen från Laukas församling slutfördes först 1907. Den förste kyrkoherden tillträdde ämbetet 1908, trots att församlingen hade varit en kyrkoherdeförsamling alltsedan 1885. Församlingen omvandlades på nytt till en kapellförsamling 2006, underställd församlingen i Suolahti. Året därpå (2007) underställdes församlingen Äänekoski församling.
Den första kyrkan i trä planerades av byggmästaren Anders Malander. Den färdigställdes 1802. Klockstapeln byggdes 1851, varefter själva kyrkan började förfalla. En ny kyrka ritades av länsarkitekten Theodor Granstedt och byggherre var Erik Johan Holpainen. Den nya träkyrkan byggdes på samma plats där den gamla kyrkan låg. Materiel från gamla kyrkan återanvändes vid bygget, som färdigställdes 1889. Altartavlan "Kristus på korset" målades 1891 av Vidolfa von Engeström-Ahrenberg.

## Politik

### Mandatfördelning i Sumiainens kommun, valen 1976–2004
| 3 | 2 | 10 | 1 | 1 |

| 3 | 2 | 10 | 1 | 1 |

| 2 | 1 | 1 | 11 | 1 | 1 |

| 2 | 2 | 11 | 1 | 1 |

| 2 | 4 | 10 | 1 |

| 2 | 3 | 1 | 10 | 1 |

| 1 | 2 | 2 | 11 | 1 |

| 3 | 1 | 1 | 11 | 1 |

| 10 | 7 |